# 荒又重雄
荒又 重雄（あらまた しげお、1934年（昭和9年）11月11日 - ）は、日本の経済学者。経済学博士（北海道大学）。北海道大学名誉教授、元釧路公立大学学長。北海道出身。恩師は新川士郎。

## 略歴
- 1953年北海道札幌西高等学校卒
- 1957年北海道大学経済学部卒
- 1963年（昭和38年）同大学院経済学研究科経済政策学専攻博士課程修了。同年、同経済学部助手
- 1965年（昭和40年）北海学園大学経済学部講師
- 1966年（昭和41年）北海学園大学経済学部助教授
- 1967年（昭和42年）北海道大学経済学部助教授
- 1977年（昭和52年）北海道大学経済学部教授
- 1990年（平成2年）北海道大学経済学部学部長
- 1996年（平成8年）北海道大学定年退官。同名誉教授。釧路公立大学学長
- 2004年（平成16年）釧路公立大学退官。北海道労働文化協会会長

この他、1967年北海学園大学経済学部非常勤講師（～1969年）、北海道労働文化協会会長を務める。

## 研究領域
福祉国家の変貌の方向性、ロシア極東の労働事情、女性の労働力化や雇用問題など幅広く研究。
また、石川啄木の短歌の英訳も行なっている。

## 叙勲
- 瑞宝中綬章（2010年（平成22年））

## 主著

### 単著
- 『賃労働の理論』（亜紀書房、1968年）
- 『ロシア労働政策史』（恒星社厚生閣、1971年）
- 『価値法則と賃労働』（恒星社厚生閣、1972年）
- 『賃労働論の展開』（御茶の水書房、1978年）

### 共著
- （西村豁通）『社会政策を学ぶ』（有斐閣、1978年）
- （西村豁通）『新社会政策を学ぶ』（有斐閣、1989年初版・1999年第2版）

### 訳書
- サンフォード・Ｍ．ジャコービィ著『雇用官僚制』（北海道大学出版会、1989年初版・2005年増補改訂版）